# Mount Chiginagak
Der Mount Chiginagak ist ein aktiver Schichtvulkan der Aleutenkette, etwa 15 km nordwestlich der Chiginagak Bay.
Der Vulkan liegt rund 600 km von Anchorage entfernt und wird daher nicht permanent überwacht. Sein letzter Ausbruch fand 1998 statt. Der Vulkan besitzt einen Krater mit einem Durchmesser von etwa 500 m.

## Säuresee
Im Mai 2005 entlaubte der Vulkan die Umgebung. Wissenschaftler konnten anhand der vorgefundenen Indizien folgenden Verlauf des Geschehens rekonstruieren:

Noch im November 2004 zeigten Satellitenbilder eine durchgängige Schneedecke. Danach ließen vulkanische Hitze und Schwefeldämpfe einen Kratersee von 400 Metern Durchmesser entstehen, gefüllt mit Schwefelsäure. Im Mai 2005 durchbrach der See die Kraterwand und 4 Millionen Kubikmeter Schwefelsäure flossen bis in den 27 km entfernten Mother Goose Lake. Alles Leben im See starb. Im August 2005 wurde im See noch ein pH-Wert von 3,2 gemessen. Neben der Säure entstand auch schwefeliger Nebel, der Pflanzen auf einer Fläche von 30 km² tötete und bis 150 m über den Talboden aufstieg.
Es sind etwa 15 weitere Vulkane mit Säureseen bekannt, so etwa der Poás und der Rincón de la Vieja in Costa Rica.